# Tigrigobius pallens
Tigrigobius pallens é uma espécie de peixe da família Gobiidae e da ordem Perciformes.